# 波裂叶刺儿瓜
波裂叶刺儿瓜（学名：Bolbostemma biglandulosum var. sinuatolobulatum）为葫芦科假贝母属下的一个变种。

## 扩展阅读
- 維基物種上的相關：波裂叶刺儿瓜